# Curt Bennett
Curt Bennett, född 27 mars 1948 i Regina, Saskatchewan, är en kanadensisk före detta professionell ishockeyspelare (forward).